# Alexis Mestre
Alexis Arias Mestre (Santa Clara, 19 de outubro de 1969) é um remador cubano que se naturalizou brasileiro. 
Integrou a delegação nacional que disputou os Jogos Pan-Americanos de 2011 em Guadalajara, no México. Alexis Mestre, em dupla com João Borges Jr., ficou com a medalha de prata na categoria dois sem nesta edição dos Jogos Pan-Americanos, com o tempo de 6min48s74, enquanto que os norte-americanos ficaram com a medalha de ouro com o tempo de 6min47s07.